# جيري اندروس
 جيري أندرس  (بالإنجليزية: Jerry Andrus) (28 يناير 1918 حتى 26 أغسطس 2007) كان لاعب خفة أمريكي وكاتب، معروف عالميا بألعاب الخفة عن قرب، خفة اليد وخدع بصرية، مثل «الدبابيس المتلاقطة».

## السنوات الأولى من حياته
ولد أندرس في 28 يناير، 1918 في شيريدان، وايومينج. في جيل 10 سنوات، انتقل إلى ألباني، أوريغون، حيث استقر حتى وفاته في سنة 2007. في جيل 12 سنوات بدأ أندرس بالاهتمام في فن الخدع عندما رأى عرضًا وسيط روحي تائب. انضمّ أندرس للرابطة العالمية للسحراء الصغار في جيل 16، وعندما صار في الأربعين من عمره صار يُلقب «بساحر السحراء». وفقًا لصديقه ري هايمان، كانت أمُّ جيري مسيحيةً متعصبةً، وتُوفيَ أبوه عندما كين جيري صغيرًأ. تحول جيري للشكوكية العلمية عندما كان في جيل 12 تقريبًا. خسرت مدرسته الإعدادية مباراة كرة سلة ضد مدرسة منافسة، ولام رفاقه الحكام لخسارتهم المباراة، بادعاء ان قراراتهم السيئة هي التي أدت لتلك الخسارة. فخطر لجيري أنه إذا كان الوضع مقلوبًأ والمدرسة الأخرى خسرت، لكان طلابها يعللون خسارتهم بنفس الطريقة. ومن تلك الآن بدأ جيري يتحدى ويفكر بالمعتقدات التي ظنها سابقًأ أمرًا مفروغًأ منه.

## السحر
علم أندرس نفسه السحر، وفضّل أن يطوّر طريقته الخاصّة على أن يتعلّم الحرفة كما توارثها السحرة من قبله، وغدا واحدًا من «أفضل وأكثر لاعبي الخفة عن قرب تأثيرًا على الإطلاق». وأكسبته هذه الطرق الفريدة في خفة اليد وا السحر عن قرب، التي طورها بنفسه، شهرة بين سحرة معاصرين ذوي براعة في مجالهم، مثل لانس بيرتون، دوچ هينينچ وبن وتيلير.
شُهر أندرس عالميًّا بين سحرة أوراق اللعب بفضل «خدعته الكبرى»، والتي فيها قام بتمرير ورقة بدون «حركة مخاعدة ضرورية».
كان أندرس من أول الأعضاء المشتركين في قلعة السحر في هوليوود، كاليفورنيا، وقام باداء عروض السحر مرتين في السنة حتّى وقت قصير قبل وفاته. «مع وجود أكثر من 5000 عضو مشترك في قلعة السحر... كان رقم عضوية هذا السيد المحترم 306؛ وقد قدم العروض هنا منذ فتحنا أبواب المكان».

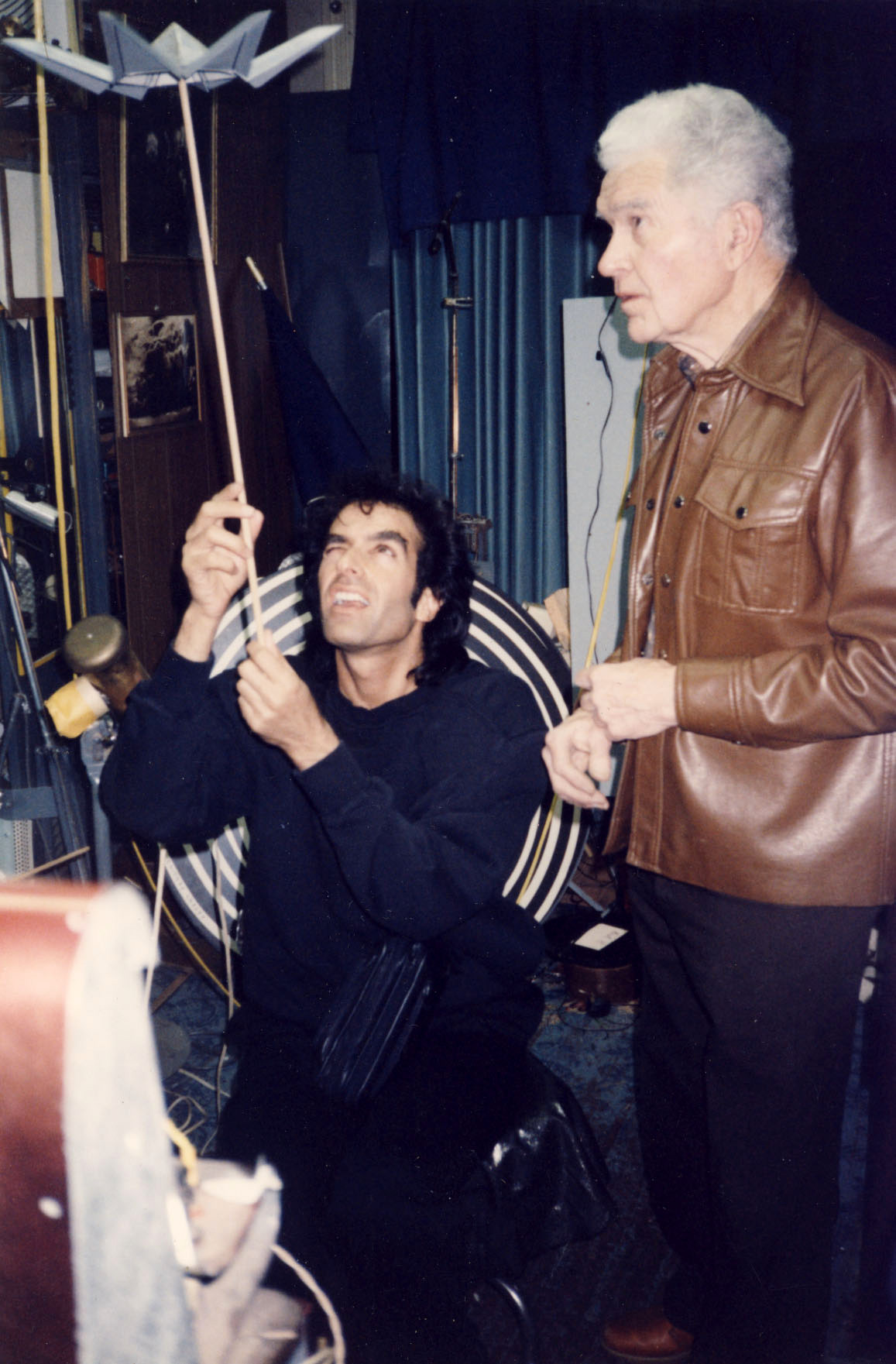
دايفيد كوبرفيلد يزور أندرس في قلعة الفوضى

## خدع
يعتقد ري هايمان انه هو السبب في اهتمام أندرس بالخدع البصرية. أراهُ هايمان خدعة «ماخ-إيدين» باستخدام بطاقة مؤشرة. لم يبدِ أندرس اهتمامًا بالخدعة، لكنه عاد إلى هايمان بعدة فترة من الزمن وأراه كيف حَسَّن الخدعة باختراعه خدعة لبيت.

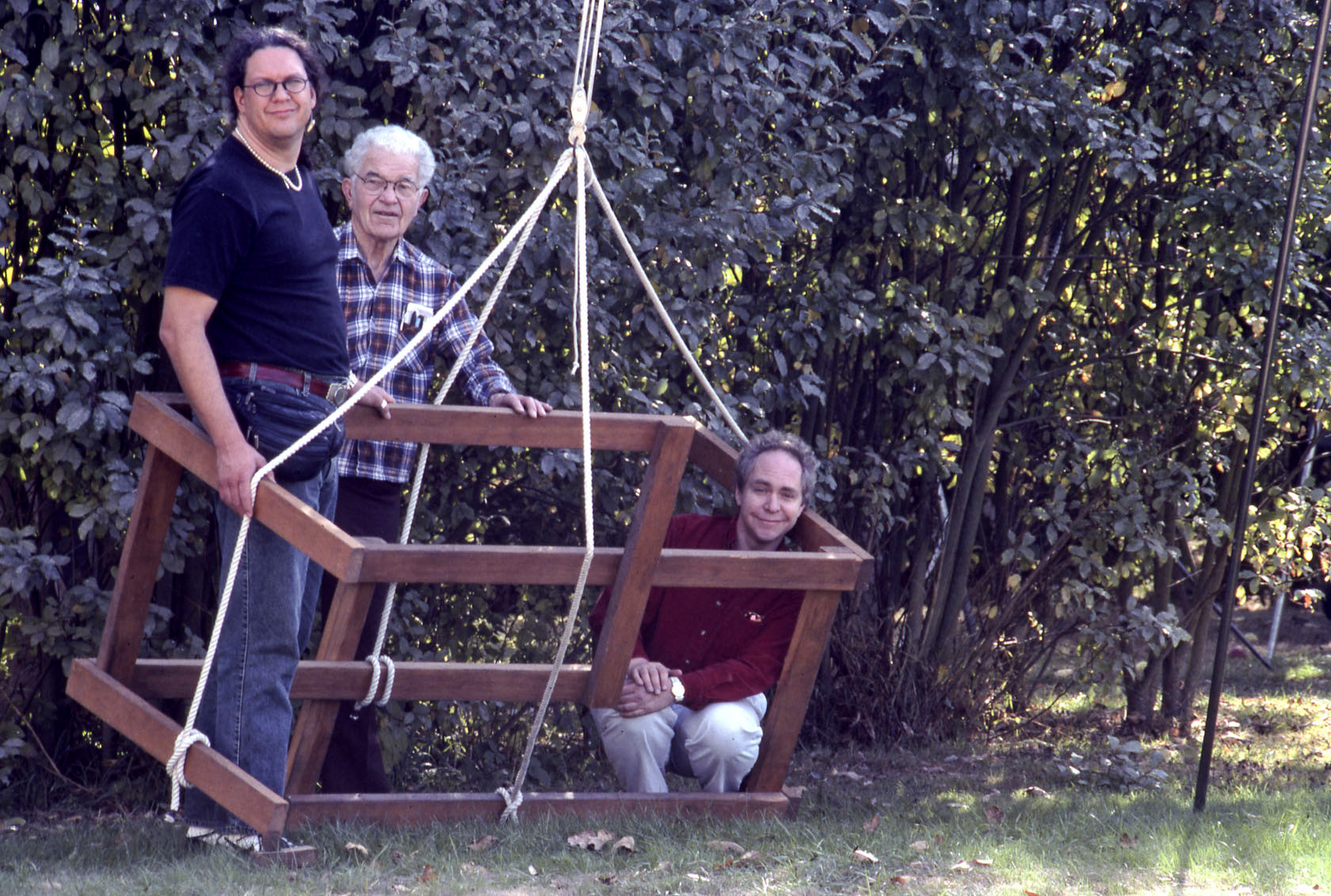
بن وتيلير يزورون قلعة الفوضي

خلال أحد المحاضرات الّتي ألقاها في علبة معدات الشكوكيون العلميون حول أهمية فهم الخدع البصرية، «الهدف من وراء عرض الخدع هو ليس أن نُري أنّه يمكن خِداعُنا فقط... لكن أيضًا لنعلم أن القعل الأنساني يعمل بصورة صحيحة... عندما ننظر إلى سيارة واقفة على جنب الشارع، نحن نفترض انّ القسم الّي لا نراه من السّيارة موجود أيضًا؛ يتوجّب على مخّنا أن يفعل ذلك حتى نستطيع فهم العالم حولنا».
في سنة 1954، اخترع أندرس خدعة «الدبابيس المترابطة» المشهورة، وهي خدعة تعرض عن قرب والّتي فيها عدة دبابيس أمان مغلقة تُوصل على شكل أزواج، مجموعات من ثلاثة وسلاسل.

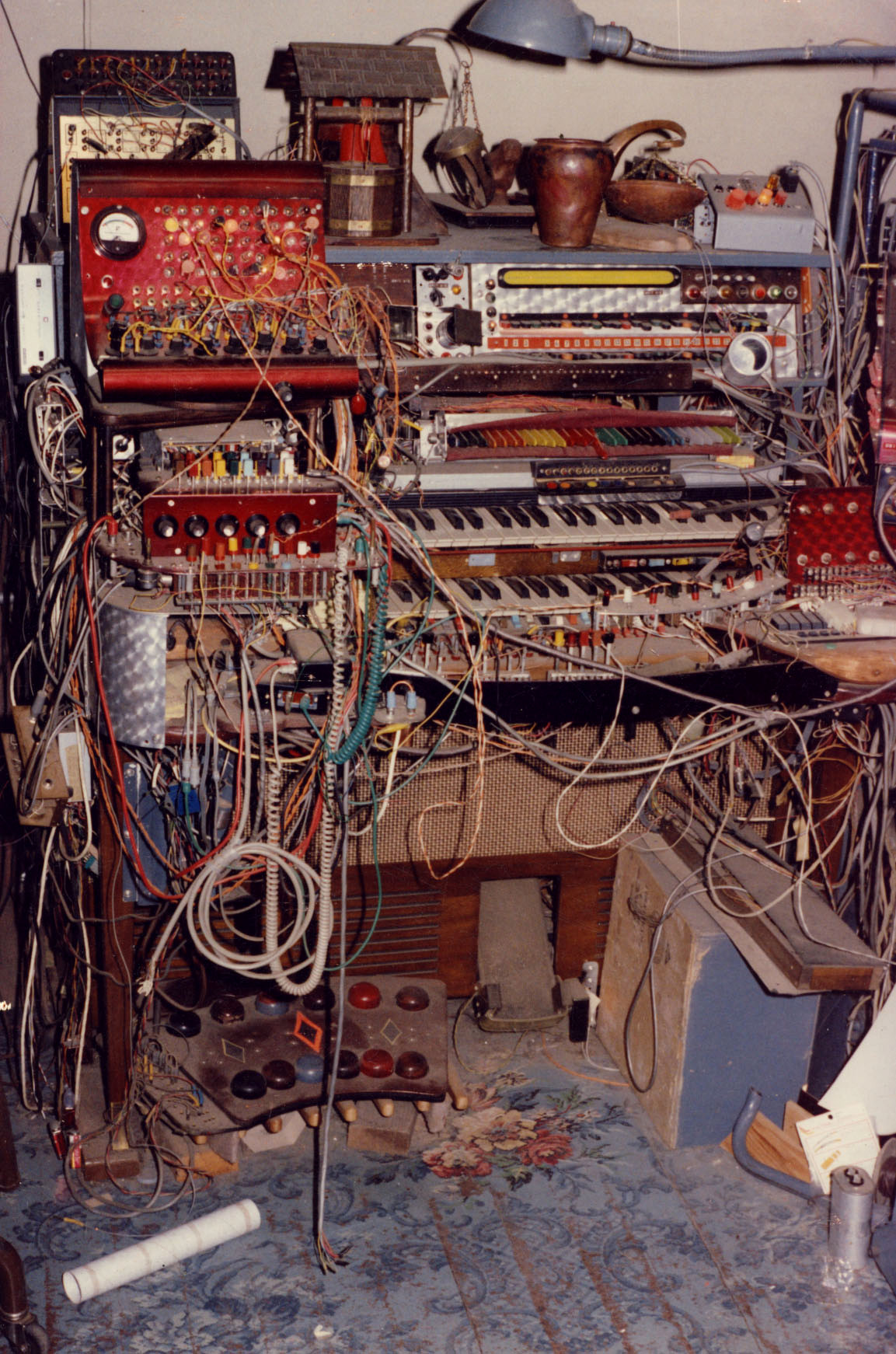
أرغن أندرس

عندما دعاه صديقه العزيز ورفيقه بالسحر راي هايمان، أحضر أندرس معه عدة خدع بصرية كان قد اخترعها إلى الاجتماع السنوي لعلبة معدات الشكوكيون العلميون، الّي يقام كل شهر أغصطس في الحرم الجامي التابع لجامعة أوريغون. تفسّر مقالة في مجلة سكيبتيكال إنكوايرر (مجلة) خدعتان قد كسبتا شعبية كثيرة، وهما «العلبة المستحيلة» و«خدعة لوح الدوامة من أوريغون».
استمر أندرس في اختراع الخدع حتى في الأشهر الأخيرة قبل وفاته. كانت المواد الخام الّتي استعملها أغراض متواجدة في كل بيت: أقواس معدنيّة، حبال، سلوك كهربائية، كرتون، ألواح خشبية وقضبان فولاذ. يمكن رؤية العديد من الخدع الّتي اخترعها على الإنترنت وقد استخدم بعض السحرة اختراعاته وطوّروها.

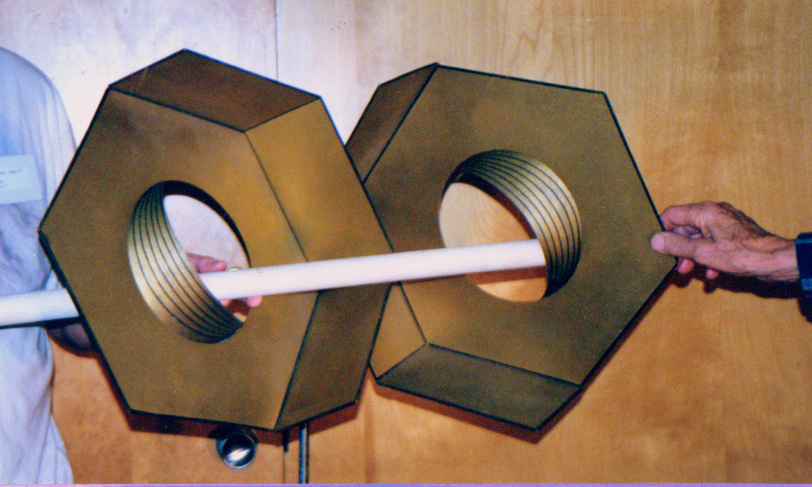
خدعة البرغي والعزقة، من اخراع جيري أندرس - علبة معدات الشكوكيون العلميون، 2001

## شكوكية علمية
كشكوكي علمي ولاأدري، ألقى أندرس عدة محاضرات في اجتماعات علمية واجتماعات للشكوكيين العلميين، وفيها استخدم خدعه البصرية والخدع السحرية ليعرض سهولة خداع البصر والعقل. ناقش أندرس نوعًا من العلوم الإستعرافية الّتي حاولت طرح التفسير التالي: لأن العقل يعمل في مستويات اللاوعي، يمكن خداعه ليخطئ ادراك المعلومات الحسية. «هنالك العديد من الناس الّذين يؤمنون في قوى خارقة للطبيعة... لكن بالنسبة لإثباتات موضوعية، لا أظنّها موجودة».
ظهر أندرس وري هايمان على التلفزيون الكندي في ستة 1975 حيث فسرا وأعادا تمثيل خدع «خارقة للطبيعة»، كان أوري چيلير قد قام بها قبل أسبوع للمضيف التلفزيوني ديك كلينچر. وسأل كلينچر، «هل يملك أوري چيلير قوى خارقة للطبيعة؟» وأجاب أندرس ببساطة: «لا»

## قلعة الفوضى
أطلق أندرس اسم «قلعة الفوضى» على بيتة الموجود في الباني، أوريغون. وكان مصدر هذه التسمية هو الأغراض العديدة الّتي جمعها خلال السنين، على أمل أن يستعملها «ليحضّر عرضًا مذهلًا». في هذه القلعة اخترع وصَنَّع خِدَعَهُ. كثيرا ما قام بعروض وجولات لسحرة آخرين ولمشجعيه، وفي سنة 1982 زارته جمعية السحرة M-U-M: «زادت متعتنا بالزيارة مع الجولات الّتي قام بها مضيفنا جيري في قلعة الفوضى، ويسعدني أن أبلغكم أن معظم الحاضرين الذين اشتركوا في الجولات قد عادو بأمان. هنالك القليل من الأفراد المفقودين، لكن لا اهمية لهم. كان حيري أندرس مضيفًا طيّبًا؛ وفي أحد الأحيان كان قريبًا من الضحك، لكنه تمالك نفسه.» زار أومني بيته لعرض خاص من برنامج التلفزيون الحدود الجديدة، مع المضيف بيتر أوستينوف. عَرَضَ البرنامج أندرس وهو يلعب الأرغن الذي اخترعه، وصممه بحيث كل مفتاح، عندما ضُغط، أدّى لإضائة أو اطفاء الأنوار في قسم من البيت.
أُضيفت «قلعة الفوضى» - بيت جيري أندرس - في أوكتوبر 2011 إلى السجل الوطني للأماكن التاريخية.

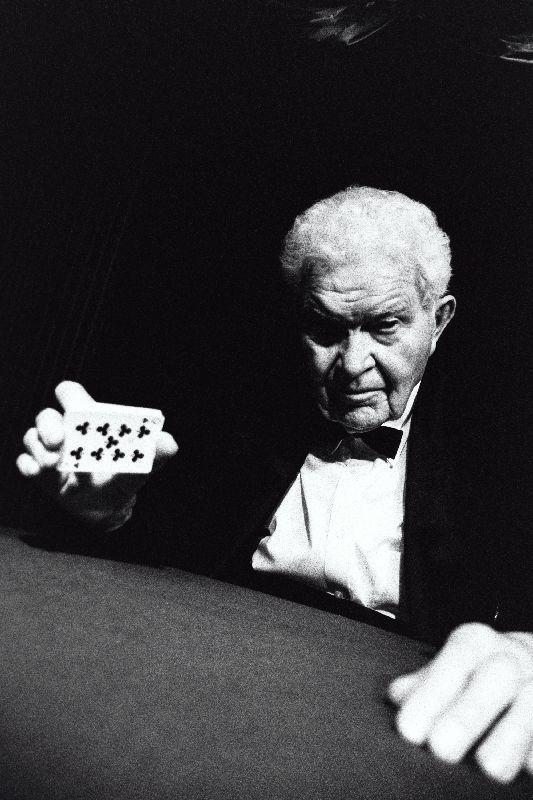
أندرس يقدم عرضًا في قلعة السحر في هوليوود، كاليفورنيا

## تكريمات لجيري أندرس
عندما سُإل متى التقى بجيري أندرس لأول مرة، قال الساحر جيمس راندي، "يصعب علي أن أقرر، كان جيري من هؤلاء الأشخاص الّذين ظننت أنّي اعرفهم كل حياتي... التقيت به في مدينة نيويورك بصحبة مارتن چاردنر. كان جيري انزه إنسان عرفته... لم يكن قادرًا على الكذب... كان عبقريا، شخصًا رائعًأ، وإنّي اشتاق له كلّ يوم" في محادثته التلفونيّة الأخيرة مع راندي، قال أندرس، «كنتُ في كلّ مكان أردتُ أن أزور، قابلتُ كلّ من أردت أن أقابل... لم أفعل هذه الأشياء من قبل، ولا تتنسى لك فرصة أخرى، كما قيل لي. إنّي الاحظ أشياءً مثيرة. أتمنّى أن لا يملئوني بهذه المواد الكيماوية لأني أريد أن أكتب بعض الملاحظات».
أقتباسات من حفل تأبين أندرس
عندما سُئل عن مساهمات أندرس، قال مايكل شارمر، «سهولة الخداع... وهذه يرينا شيئًا هن طريقة عمل العقل... علوم النفس والخدع المتعلقة بالوهم، وهذا مهم».
دي ڤرنون «كنت أفكر بأوصاف العظمة الّتي أعرفها ولم أجد أيًّا منها ملائمة لوصف الأفكار الثورية العديدة التّي أدمجت في سحر جيري أندرس»
هاري بلاكستون الأب «أريد أن أمدحك على أفضل سحر عن قرب رأيته في حايتي».
إيدي كليڤر «شكرًا لإعادة السحر للسحر».
مارتن چاردنر «لم أراقب في حياتي ساحرًا عن كثب وكان باستطاعته أن يدهشني أكثر من أندرس. أساليبه تختلف عن ما يستخدمه السحرة الآخرين... بجب أن ترى خدعه حتى لا تصدقها».
جيمس أندرداون يقابل ليندزي بييرستاين، ري هايمن وجيمس آلكوك من علبة معدات الشكوكيون العلميون ويسألهم عن ذكرياتهم عن أندرس.

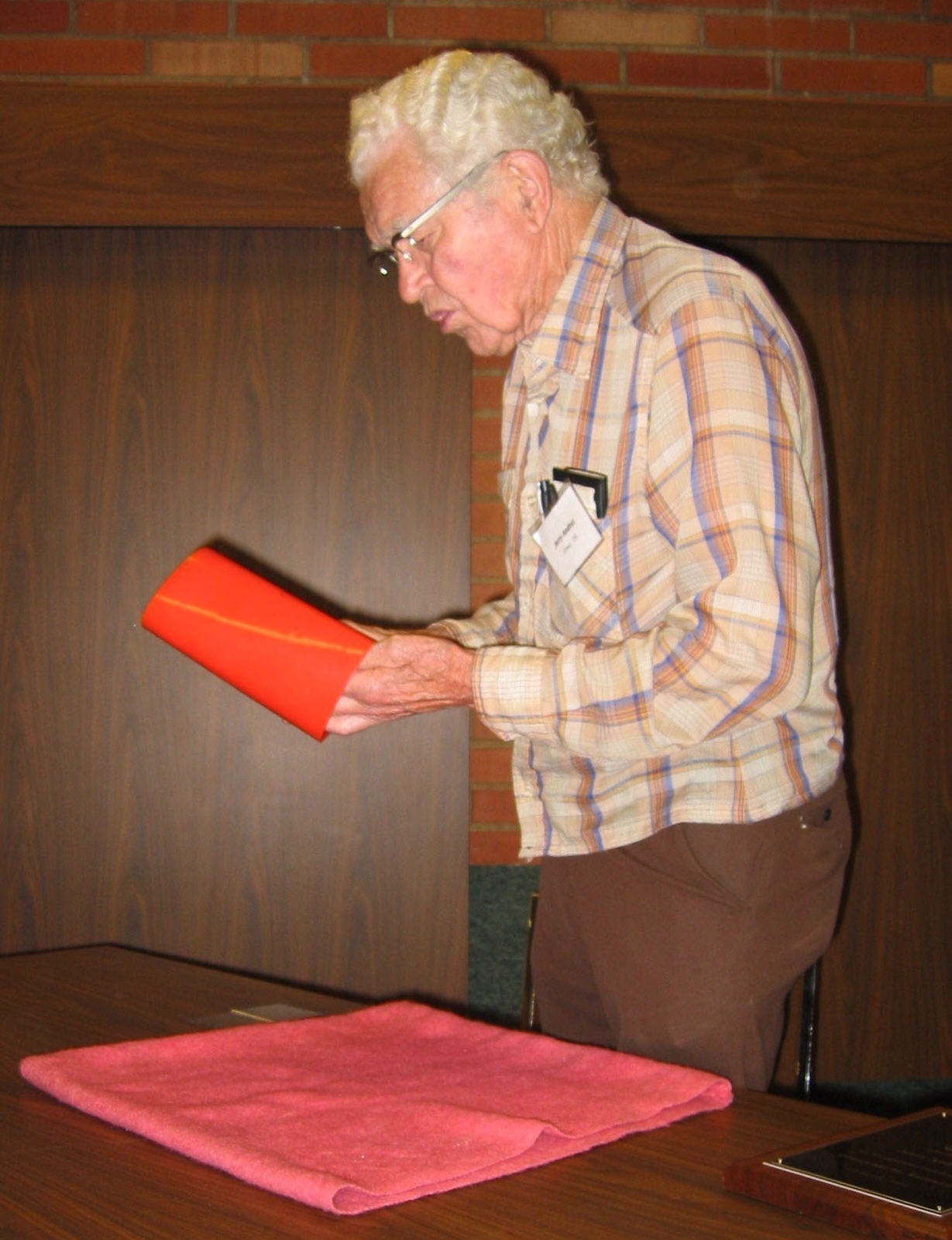
جيري أندرس يقرأ خلال علبة معدات الشكوكيون العلميون، 2004

## إقتباسات وأقوال مأثورة
«أستطيع أن أخدعك لأنك إنسان. بحوزتك عقل إنسان رائع، يعمل بصورة مطابقة لعقلي الإنساني. عادة عندما تٌخدع، عقلك لم يرتكب خطأ. انما توصل لنتيجة خاطئة للأسباب الصحيحة»
«كل واحد منّا يمتلك دماغًا، الّذي يمكن أن يكون أعجب شيء في الكون كله. وماذا نفعل به؟ معظمنا نتركه وحده حتى يتعفن.»
«بما أنني لا أعتقد أن هناك أي شيء خارق للطبيعة، هذا هو السبب الّذي أثار اهتمامي بالخدع البصرية ثلاثية الأبعاد... يحدث أن أكون لاأدريًا. عندما سأموت، سأموت وأرحل... وأنا أعتقد أنّ هذه هي الحياة الوحيدة الّتي نملك. آمل أنه بعد مماتي ستساعد بعض كتاباتي والأشياء الأخرى الناسَ لتطوير توقعات أفضل من الحياة.»
«حقًّا قد سمعت الفجر ينادي...»
«إننا نتسرّع إلى الإستنتاجات على أساس خبرتنا السابقة وكيف نرى الأمور.»
عندما قدم مديحا لماكس ميڤن «ماكس، لديك صوت رائع حقًّا».

## أعمال جيري أندرس

### كتب وملاحظات من محاضرات
- Andrus Deals You in (1956)
- Sleightly Miraculous (1961)
- Special Magic (lecture notes for 1974 Japan Tour) (1974)
- More Sleightly Slanted (lecture notes) (1977)
- Andrus Card Control (مع ري هايمان) (2000)
- Kurious Kards and $5 Trix (2001)
- Safety Pin-Trix

## أفلام وثائقية
- شيء عجيب: عقل ومادة جيري أندرس
- أندرس: الرجل، العقل والسحر

## وصلات خارجية
- علبة معدات الشكوكيون العلميون (Skeptics Toolbox)
- فيلم قصير Jerry Andrus' A Lifetime Of Magic :: Volume One على يوتيوب
- فيلم قصير Jerry Andrus' A Lifetime Of Magic :: Volume Two على يوتيوب
- فيلم قصير Jerry Andrus' A Lifetime Of Magic :: Volume Three على يوتيوب
- خدع (Illusions) على يوتيوب
- طاولة جيري أندرس في TAM8 مع ريكس يونج على يوتيوب
- أندرس يتحدث مع باري بريليانت عن حياته على يوتيوب